# Bracon chiloecus
Bracon chiloecus är en stekelart som beskrevs av Graham 1986. Bracon chiloecus ingår i släktet Bracon och familjen bracksteklar. Inga underarter finns listade.